# Katherine Johnson
Katherine Johnson (født Creola Katherine Coleman 26. august 1918 i West Virginia, død 24. februar 2020) var en amerikansk matematiker og informatiker mest kendt for sine baneberegninger indenfor bemandet rumfart for Mercury, Apollo og Rumfærge-programmet. Hun arbejdede fra 1953 til 1958 i NACA, forgængeren til NASA og derefter i NASA, indtil hun i 1988 gik på pension. Der var hun kendt for at beherske komplekse manuelle beregninger, og var med til at åbne vejen for brugen af datamaskiner til at udføre opgaverne. NASA bemærkede hendes "historiske rolle som en af de første afroamerikanske kvinder som arbejdede som NASA-forsker".
Årene derefter var hendes matematiske hjerne fortsat afgørende for NASA’s arbejde og resultater.
Hun er særlig kendt for, at hendes beregninger var med til at sende Alan B. Shepard ud i rummet, med sit Mercury-rumfartøj, i 1961. Han blev den første amerikaner i rummet.
Johnson modtog en række udmærkelser for sit arbejde, blandt andet Præsidentens frihedsmedalje i 2015, og National Women’s Hall of Fame i 2022.

## Opvækst og uddannelse
Moderen hed Joylette Roberta (født Lowe), og faderen Joshua McKinley Coleman. Moderen var uddannet lærer, mens faderen arbejdede som tømrer, landmand og altmuligmand. Fra faderens side havde hun rødder til Amerikas oprindelige folk. Ifølge Johnson indprentede faderen hende mange gange under opvæksten at hun var lige så god som alle andre; men ikke bedre.
Johnson viste tidlig gode matematiske evner. Hun udregnede alt hun kom over som barn, og kunne lide at sidde med sine ældre søskende, når de havde lektier for. Inden hun var fire år gammel kunne hun også skrive og læse. En lærer ved den lokale skole opdagede dette og inviterede hende til at få undervisning på en privatorganiseret "forskole" sammen med nogle andre børn. Året efter, som 5-årig, startede hun normal skolegang. I løbet af det første skoleår blev hun overflyttet til anden klasse. Senere, i femte klasse, hoppede hun igen over et klassetrin og kom i sjette klasse.
Der var ikke yderligere muligheder for skolegang for afroamerikanere i White Sulphur Springs. Familien hørte om en skole i West Virginia som tilbød videregående uddannelser (high school) til farvede. Skolen lå på West Virginia State Colleges (WVSC) campusområde. Johnsons forældre bestemte sig for at sende deres børn derhen, i første omgang Johnsons ældste søster.
Johnson gik sit sidste år på grundskolen her, og fuldførte denne i en alder af ti.
Hun fortsatte imidlertid også med uddannelsen i matematik. Hendes matematiklærer fortalte hende at hun kunne bliv en god "research mathematician", og at han ville hjælpe hende med fagene, når Johnson havde taget de normale matematikkurser. Det sidste fag hun blev undervist i blev kaldt for Analytic Geometry of Space, som senere skulle vise sig at være afgørende for hendes videre karriere. Hun tog det som eneste student; ingen andre på skolen var interesseret nok til at følge undervisningen.
Johnson fuldførte college i 1937 med dobbelt grad i fransk og matematik. Hun fuldførte summa cum laude, med højeste karakter, og med det højeste karaktergennemsnit i skolens historie.

## Film
Hidden Figures er en amerikansk biografisk film fra 2016, instrueret af Theodore Melfi. Filmen er baseret på bogen Hidden Figures af Margot Lee Shetterly og er en autentisk historie. Filmen handler om tre kvindelige afroamerikanske matematikere, der arbejdede på NASA i de tidlige 1960'ere.